# Confine tra Burkina Faso e Ghana

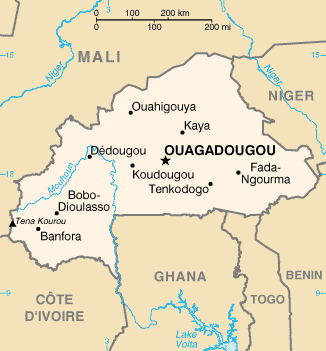
Mappa del Burkina Faso con indicati i suoi confini.

Il confine tra il Burkina Faso e il Ghana descrive la linea di demarcazione tra questi due stati. Ha una lunghezza di 549 km.

## Caratteristiche
La linea di confine è continua e interessa la parte meridionale del Burkina Faso e quella settentrionale e nordoccidentale del Ghana. Ha un andamento generale da ovest verso est, ad eccezione di un tratto più breve, segnato dal corso del Volta Nero, con direzione nord-sud.
Inizia alla triplice frontiera tra Burkina Faso, Ghana e Togo e termina alla triplice frontiera (lungo il corso del Volta Nero) tra Costa d'Avorio, Burkina Faso e Ghana.